# The Secret of Santa Vittoria
The Secret of Santa Vittoria (bra: O Segredo de Santa Vitória) é um filme estadunidense de 1969, dirigido e produzido por Stanley Kramer, com roteiro baseado no romance homônimo de Robert Crichton.

## Sinopse
No cenário do final da Segunda Guerra Mundial, a cidade italiana de Santa Vitoria vive longe de algum envolvimento com a guerra. Mas depois da notícia que o exército fascista se rende e Mussolini é deposto, Bambolini (Anthony Quinn), o bêbado da cidade, é nomeado prefeito após uma manifestação atrapalhada. A partir desse momento a cidade vive uma corrida para tentar salvar o único bem produtor da cidade, o vinho, das mãos dos nazistas alemães.[carece de fontes?]

## Elenco
- Anthony Quinn .... Ítalo Bombolini
- Virna Lisi .... Caterina Malatesta
- Hardy Krüger .... Capitão von Prum
- Anna Magnani .... Rosa
- Sergio Franchi .... Tufa
- Renato Rascel .... Babbaluche
- Giancarlo Giannini .... Fabio
- Patrizia Valturri .... Angela